# Hornos
Hornos is een gemeente in de Spaanse provincie Jaén in de regio Andalusië met een oppervlakte van 117,58 km². Hornos telt 649 inwoners (1 januari 2016).

## Demografische ontwikkeling
Bron: INE, 1857-2011: volkstellingen